# Chalcosoma chiron
Chalcosoma chiron (лат.) — вид жесткокрылых насекомых из подсемейства дупляков внутри семейства пластинчатоусых.  Является одним из крупнейших жуков в мире.

## Описание

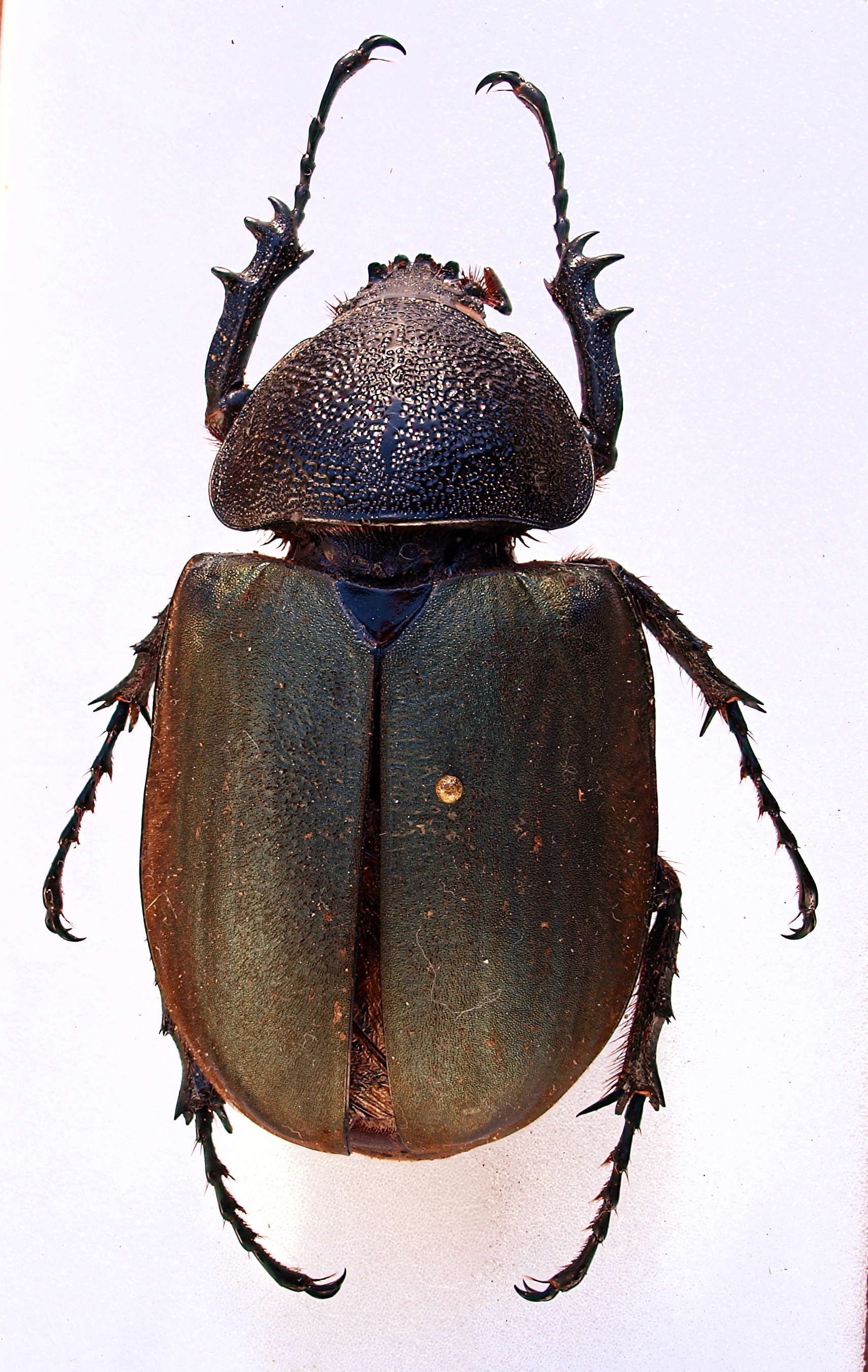
Самка

Длина тела 75—130 мм. Окраска тела чёрная, с металлическим зеленоватым блеском. Голова, переднеспинка и надкрылья самца гладкие. Самец обладает длинным выростом-рогом на голове и двумя также длинными и слегка изогнутыми выростами на переднеспинке, направленными вперёд и частично вниз. Самка гораздо меньше самца по размерам, без «рогов». Её окраска матовая, чёрного цвета, надкрылья бугорчатые, покрыта тонкими бурыми волосками.

## Ареал
Распространён в Юго-Восточной Азии, в особенности в Малайзии.

## Образ жизни
Личинки развиваются в богатом питательными веществами компосте из старых валежин и пней. Жуки питаются фруктами и разлагающимся растительным материалом.